# Браун, Энтони (ум. 1548)
Энтони Браун (англ. Anthony Browne; ок. 1500 — 6 мая 1548) — английский дворянин и политический деятель, приближённый короля Генриха VIII.

## Биография
Энтони Браун был старшим сыном сэра Энтони Брауна от второго брака с Люси Невилл, дочерью Джона Невилла, 1-го маркиза Монтегю и Изабель Ингальдесторп.
В 1518 году Энтони Браун был включён в английское посольство к французскому королю Франциску I для переговоров о передачи Турне. 
Через четыре года, Энтони был посвящён в рыцари Томасом Говардом, 3-м герцогом Норфолк. В последующие годы он был назначен лейтенантом острова Мэн (1525) и включён в английское посольство во Франции (1527), где во время пребывания он обнаружил у себя неприязнь к стране и королевскому двору.
В 1536 году Энтони участвовал в подавлении религиозного восстания, которое началось из-за религиозной политики короля Генриха VIII. После подавления восстания он возглавил гарнизон в Бартоне-ап-Хамбер. Через три года, в 1539 году Энтони был избран в парламент от графства Суррей. В качестве депутата парламента, куда он избирался трижды, вместе с другими членами парламента выдвинул более 10 законопроектов.
В 1541 году Браун участвовал в допросе приближённых и подозреваемых лиц в деле Екатерины Говард, пятой супруги Генриха VIII. По итогам суда Говард была обвинена в супружеской измене и казнена, а затем были казнены Фрэнсис Дерем и Томас Калпепер, обвинённые в любовной связи с Говард.
В 1542 году он был назначен капитаном конного отряда из дворян, известного как отряд джентльменов.
В 1544 году под командованием герцога Норфолка участвовал в военной компании против Франции. Через три года, в 1547 году входил в судебную комиссию, когда граф Суррей был приговорён к смертной казни. 
Скончался 6 мая 1548 года в возрасте 48 лет; его наследником стал его старший сын Энтони.

## Семья
Был дважды женат. От первого брака с Элис Гейдж, у него было 10 детей, среди которых были Энтони, Мэйбл, Уильям, Люси и Мэри.
От второго брака с Элизабет Фицджеральд было двое детей, которые умерли в детстве.